# Jolanda di Brienne
Jolanda di Brienne (o Iolanda o Yolanda) detta anche Isabella di Brienne e conosciuta come Isabella II di Gerusalemme (1212 – Andria, 4 maggio 1228), fu l'unica figlia di Maria degli Aleramici, regina di Gerusalemme, e di Giovanni di Brienne, re di Gerusalemme e imperatore latino di Costantinopoli. Nel 1212, dopo la morte di sua madre, divenne regina di Gerusalemme e mantenne tale titolo fino alla morte, avvenuta nel 1228.
Nel 1225 sposò Federico II di Svevia e, in quanto sua seconda moglie, fu regina consorte di Sicilia e imperatrice consorte del Sacro Romano Impero (Imperatrice consorte dei Romani).

## Biografia

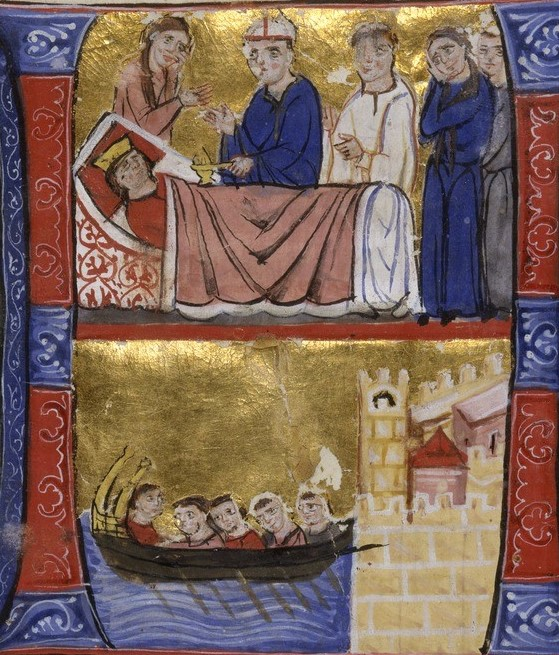
La morte di Jolanda ad Andria in un ms del XIII secolo

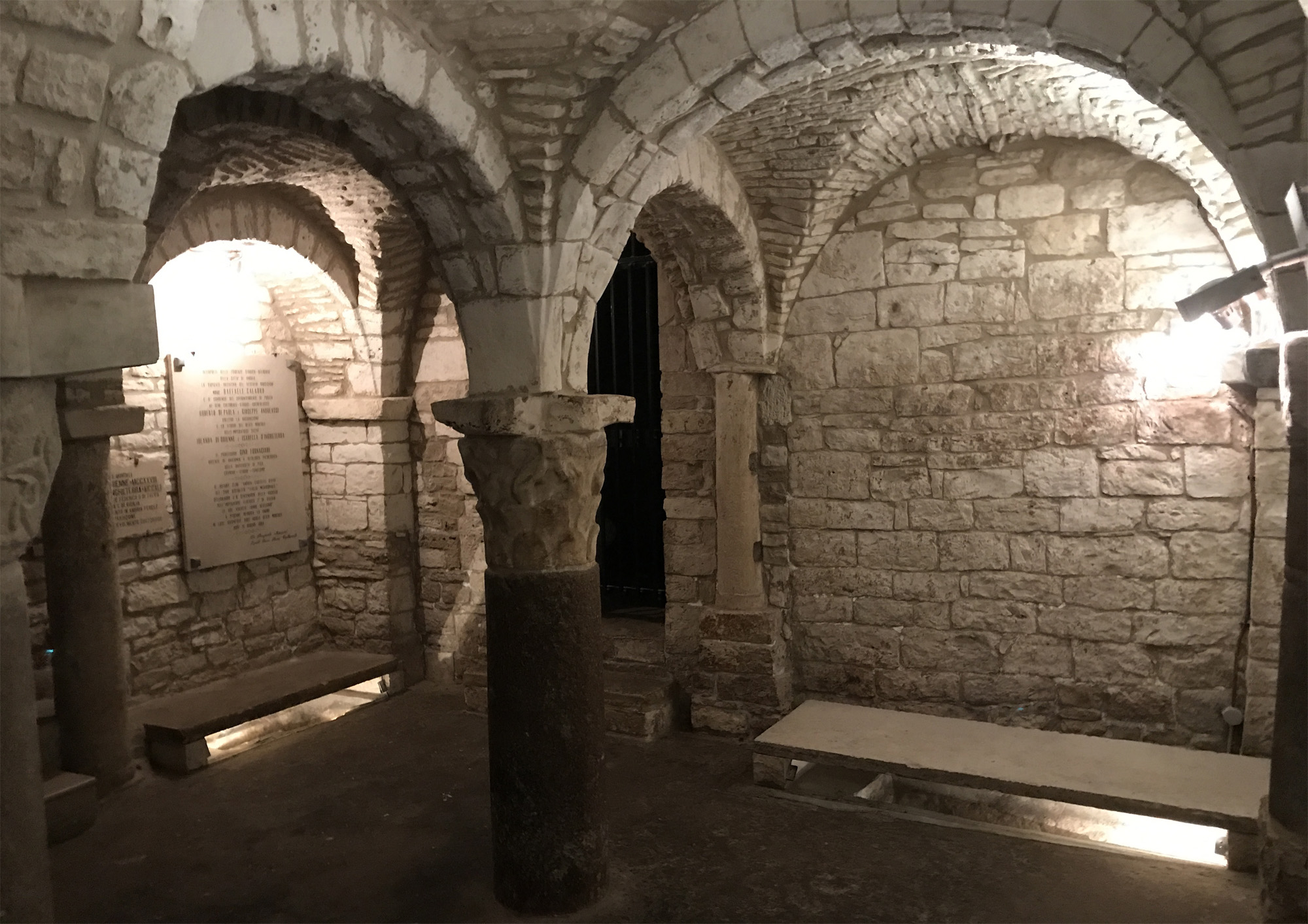
Tomba di Jolanda e di Isabella d'Inghilterra, nella cattedrale di Andria

Il 4 settembre 1210 fu celebrato il matrimonio tra Giovanni di Brienne e Maria del Monferrato i quali vennero poi incoronati re e regina di Gerusalemme, il 3 ottobre 1210, nella cattedrale di Tiro. Nel 1212, Maria del Monferrato diede alla luce una figlia, Isabella (o Yolanda), ma morì poco dopo, probabilmente da febbre puerperale. Giovanni conservò la corona, ma solo come reggente per conto di sua figlia che visse la sua infanzia e giovinezza a Acri: per lei si preparava un matrimonio che garantisse la sicurezza del regno.
L'unione con Federico II fu soprattutto un accordo diplomatico, fortemente voluto dal papa Onorio III: infatti nel marzo 1223 l'imperatore, che nel 1222 era rimasto vedovo della prima moglie Costanza, incontrò a Ferentino il Papa con il quale sottoscrisse un trattato: Jolanda gli avrebbe portato in dote il titolo di regina di Gerusalemme, un titolo sullo Stato Crociato molto prestigioso per Federico, che il Pontefice intendeva in tal modo vincolare all'impegno della crociata.
Nell'agosto 1225 Federico inviò a Gerusalemme venti galee per accompagnare in Italia la tredicenne Jolanda col padre. La spedizione, guidata da Enrico conte di Malta, comprendeva Lando di Anagni, vescovo di Reggio Calabria, Giacomo vescovo di Patti e Richiero vescovo di Melfi (Riccardo di San Germano, Cronaca). Ad Acri, Giacomo di Patti sposò Isabella e Federico per procura . Le galee attraccarono al porto di Brindisi in ottobre e già il 9 novembre 1225 nella cattedrale il vescovo brindisino unì in matrimonio Federico e Jolanda.
Le cronache del tempo indulgono sulla descrizione degli esotici festeggiamenti, avvenuti nel Castello di Oria
Alla morte di Jolanda, Federico II si proclamò reggente di Gerusalemme per la minorità del figlio Corrado (1228) entrando in conflitto con il suocero Giovanni di Brienne, che guidava il regno di Gerusalemme.
Jolanda infatti morì ad Andria nel maggio 1228, appena sedicenne, alcuni giorni dopo (sei o dieci a seconda delle fonti) aver dato alla luce Corrado. Venne sepolta nella cripta sottostante la cattedrale di Andria.

## Discendenza
Dall'unione con Federico nacquero:
- Margherita (1227 - morta in tenerissima età)
- Corrado (1228 - 1254), che successe al padre come imperatore.

## Ascendenza
|                         |                            |                                 | Genitori                  |  |  | Nonni |  |  | Bisnonni                |  |  | Trisnonni |  |
|                         |                            |                                 |                           |  |  |       |  |  | Gualtiero II di Brienne |  |  | …         |  |
|                         |                            |                                 |                           |  |  |       |  |  | Gualtiero II di Brienne |  |  | …         |  |
|                         |                            | …                               |                           |  |  |       |  |  | Gualtiero II di Brienne |  |  |           |  |
| Erardo II di Brienne    |                            |                                 |                           |  |  |       |  |  | Gualtiero II di Brienne |  |  |           |  |
|                         |                            | Adèle di Soisson                | …                         |  |  |       |  |  |                         |  |  |           |  |
|                         |                            | Adèle di Soisson                | …                         |  |  |       |  |  |                         |  |  |           |  |
|                         |                            | Adèle di Soisson                | …                         |  |  |       |  |  |                         |  |  |           |  |
| Giovanni di Brienne     |                            | Adèle di Soisson                |                           |  |  |       |  |  |                         |  |  |           |  |
|                         |                            | Amadeus II conte di Montbéliard | …                         |  |  |       |  |  |                         |  |  |           |  |
|                         |                            | Amadeus II conte di Montbéliard | …                         |  |  |       |  |  |                         |  |  |           |  |
|                         |                            | Amadeus II conte di Montbéliard | …                         |  |  |       |  |  |                         |  |  |           |  |
| Agnese di Mountfaucon   |                            | Amadeus II conte di Montbéliard |                           |  |  |       |  |  |                         |  |  |           |  |
|                         |                            | Beatrice di Grandson-Joinville  | …                         |  |  |       |  |  |                         |  |  |           |  |
|                         |                            | Beatrice di Grandson-Joinville  | …                         |  |  |       |  |  |                         |  |  |           |  |
|                         |                            | Beatrice di Grandson-Joinville  | …                         |  |  |       |  |  |                         |  |  |           |  |
| Jolanda di Brienne      |                            | Beatrice di Grandson-Joinville  |                           |  |  |       |  |  |                         |  |  |           |  |
|                         | Guglielmo V del Monferrato | Ranieri degli Aleramici         |                           |  |  |       |  |  |                         |  |  |           |  |
|                         | Guglielmo V del Monferrato | Ranieri degli Aleramici         |                           |  |  |       |  |  |                         |  |  |           |  |
|                         | Guglielmo V del Monferrato | Gisella di Borgogna             |                           |  |  |       |  |  |                         |  |  |           |  |
| Corrado del Monferrato  | Guglielmo V del Monferrato |                                 |                           |  |  |       |  |  |                         |  |  |           |  |
|                         |                            | Giuditta di Babenberg           | Leopoldo III di Babenberg |  |  |       |  |  |                         |  |  |           |  |
|                         |                            | Giuditta di Babenberg           | Leopoldo III di Babenberg |  |  |       |  |  |                         |  |  |           |  |
|                         |                            | Giuditta di Babenberg           | Agnese di Waiblingen      |  |  |       |  |  |                         |  |  |           |  |
| Maria del Monferrato    |                            | Giuditta di Babenberg           |                           |  |  |       |  |  |                         |  |  |           |  |
|                         |                            | Amalrico I di Gerusalemme       | Folco V d'Angiò           |  |  |       |  |  |                         |  |  |           |  |
|                         |                            | Amalrico I di Gerusalemme       | Folco V d'Angiò           |  |  |       |  |  |                         |  |  |           |  |
|                         |                            | Amalrico I di Gerusalemme       | Melisenda di Gerusalemme  |  |  |       |  |  |                         |  |  |           |  |
| Isabella di Gerusalemme |                            | Amalrico I di Gerusalemme       |                           |  |  |       |  |  |                         |  |  |           |  |
|                         |                            | Maria Comnena                   | Giovanni Comneno          |  |  |       |  |  |                         |  |  |           |  |
|                         |                            | Maria Comnena                   | Giovanni Comneno          |  |  |       |  |  |                         |  |  |           |  |
|                         |                            | Maria Comnena                   | Maria Taronitissa         |  |  |       |  |  |                         |  |  |           |  |
|                         |                            | Maria Comnena                   |                           |  |  |       |  |  |                         |  |  |           |  |